# 1-я Синявинская операция (1941)
1-я Синявинская операция — наступательная операция войск 54-й отдельной армии и «Невской оперативной группы» Ленинградского фронта, проведённая 10—26 сентября 1941 года против части сил 16-й немецкой армии группы армий «Север» с целью прорыва блокады Ленинграда.
Наступление советских войск на синявинском направлении в сентябре 1941 года, предпринятое через несколько дней после установления блокады, стало первой попыткой восстановить сухопутную связь Ленинграда с остальной страной.

## Наступление немецких войск юго-восточнее Ленинграда, август — сентябрь 1941 года
В середине июля 1941 года советские войска на Лужском рубеже сумели приостановить наступление немецкой группы армий «Север» на Ленинград. Только на исходе первой декады августа, после перегруппировки и накопления сил, немецкие войска возобновили наступление.
На южном фланге группы армий «Север» наступали два армейских корпуса 16-й армии, усиленные дивизией СС «Мёртвая голова» и мощной авиационной группировкой. После трёх дней ожесточённых боёв 12 августа немецкие войска прорвали оборону 48-й советской армии на реке Мшага и устремились к Новгороду, который был взят 16 августа. 20 августа немецкие войска взяли Чудово и перерезали Октябрьскую железную дорогу.
После сосредоточения в районе Чудово — Новгород дивизий 1-го, 28-го армейских и 39-го моторизированного корпусов, 25 августа немецкие войска продолжили наступление, нанося удар вдоль железной дороги и шоссе Ленинград — Москва. В районе Любани немецкая группировка разделилась: одна часть продолжила наступление на Ленинград с юго-востока, а другая — начала продвижение к Мге и Киришам.
Первая часть немецкой группировки в составе 3 пехотных дивизий 28-го армейского корпуса и 12-й танковой дивизии атаковала оборону 55-й армии западнее Тосно и юго-восточнее Красногвардейска. В районе посёлка Вырица немецкие части 16-й армии соединились с частями 4-й танковой группы и, тем самым, окружили значительные силы советских войск, не успевших отойти из района Луги.
В то же время 20-я моторизированная дивизия захватила Тосно и 30 августа вышла к Неве в районе Ивановского, а части 18-й моторизированной дивизии взяли 29 августа Кириши. Отрезанные от основных сил, остатки 48-й армии были вынуждены отступить к реке Тосна и станции Мга. Ожесточённые бои за Мгу продолжались несколько дней, станция несколько раз переходила из рук в руки. 31 августа части 20-й моторизированной дивизии сумели окончательно захватить Мгу и тем самым перерезали Кировскую железную дорогу — последнюю магистраль связывавшую Ленинград с остальной страной. Более того, 7 сентября 20-я моторизированная дивизия при поддержке части сил 12-й танковой дивизии захватила Синявино, а 8 сентября — Шлиссельбург. Этот день считается днём начала блокады Ленинграда.
Хотя город был блокирован только с суши, А. Гитлер посчитал, что цель достигнута и с этого момента относился к Ленинграду, как к второстепенному театру военных действий. Группе армий «Север» было предписано соединиться с финнами, полностью блокировать город и не позднее 15 сентября передать моторизированные соединения и значительную часть авиации группе армий «Центр» для осуществления операции «Тайфун». Несмотря на это, фельдмаршал фон Лееб 9 сентября всё-таки начал штурм Ленинграда, рассчитывая взять город в течение нескольких дней.

## Подготовка наступления 54-й отдельной армии
2 сентября 1941 года Ставкой ВГК было принято решение о срочном формировании 54-й отдельной армии под командованием маршала Г. И. Кулика и о её развёртывание на 35-километровом участке фронта от побережья Ладожского озера до района севернее Киришей. Перед армией стояла задача остановить дальнейшее наступление противника и восстановить контроль над Кировской железной дорогой.
В состав армии были включены 4 стрелковые дивизии (285-я, 286-я, 310-я и 314-я) из состава 52-й армии, а также 27-я кавалерийская дивизия, 122-я танковая бригада, 119-й танковый батальон, артиллерийские, инженерные и авиационные части. Ставкой ВГК 54-й армии предписывалось к 5 сентября закончить формирование и уже 6 сентября начать наступление вдоль железной дороги Волховстрой — Мга; а также на Турышкино, Погостье и Сальцы. 12 сентября, желая объединить все действующие в этом районе советские части, Ставка ВГК передала в состав 54-й армии остатки 48-й армии. При этом 128-я, 311-я стрелковые, 21-я танковая дивизии и 1-я горнострелковая бригада, влившиеся в 54-ю армию, имели большой недокомплект в личном составе и «представляли собой нумерацию и только». На 1 сентября армия насчитывала всего 5838 солдат и офицеров, 7 орудий и 17 миномётов.
Поскольку далеко не все соединения армии прибыли в места сосредоточения вовремя развёртывание армии в намеченные сроки завершить не удалось и наступление началось с опозданием. К этому моменту, немецкие войска захватили Шлиссельбург, что стало полной неожиданностью для командующего армией маршала Г. И. Кулика:

Захват Шлиссельбурга нужно отнести за счёт общего вранья и незнания дел высших начальников, как обстоит дело на месте. И они меня обнадежили, что в этом районе всё обстоит благополучно, а я как раз в период, когда армия сосредоточивалась, выехать на место не мог и доверился штабу 48-й армии и его командующему, что они не допустят противника в направлении Шлиссельбург. Я был целиком занят организацией перегруппировки для захвата станции Мга. Я бы мог в этот период бросить одну сд [стрелковую дивизию], которая бы не допустила захвата Шлиссельбурга.
— Из записи переговоров по прямому проводу маршала К.Е. Ворошилова с командующим 54-й армией маршалом Г.И. Куликом, 13 сентября 1941 года
Таким образом, в связи с резко изменившейся обстановкой главной целью 54-й армии стало восстановление сухопутной связи Ленинграда с остальной страной. Решение поставленной задачи осложнялось ещё и тем, что наступление 54-й армия, подчинённой непосредственно Ставке ВГК, не было должным образом скоординировано с действиями Ленинградского фронта. Так 11 сентября штаб фронта сообщал:

О помощи дивизий т. Кулика Ленинградскому фронту мы до сих пор ничего не знаем. Товарищ Кулик ни одним словом не сообщал нам о своих действиях. На наши запросы Генеральному штабу о задачах дивизий т. Кулика мы не получили ответа. Просим приказать т. Кулику информировать нас о действиях его армии и держать с нами постоянную связь.
— Из доклада штаба Ленинградского фронта в НКО от 11 сентября 1941 года
Только получив некоторую информацию о боях в районе Синявино, 14 сентября начальник генерального штаба маршал Б. М. Шапошников попросил только что назначенного командующим Ленинградским фронтом Г. К. Жукова выделить войска для наступления навстречу армии Г. И. Кулика. Поскольку практически все соединения фронта были задействованы на других участках, Г. К. Жуков не имел значительных сил для решения этой задачи и попросил Ставку ВГК «подкрепить товарища Кулика двумя-тремя дивизиями, чтоб он мог нанести мощный удар», считая, что это будет самая лучшая помощь фронту в создавшейся обстановке.

## Наступление 54-й армии
Соединения 54-й армии перешли в наступление 9-10 сентября. Вдоль южного побережья Ладожского озера на Синявино наносила удар 128-я стрелковая дивизия, чуть южнее с рубежа реки Чёрной перешла в наступление 310-я стрелковая дивизия, а юго-восточнее Мги действовала 286-я стрелковая дивизия. За несколько дней ожесточённых боёв соединения армии сумели продвинуться вперёд только на 2—3 километра. Наибольшего успеха добилась 128-я стрелковая дивизия, которая к исходу 11 сентября овладела посёлком Липка, Рабочими посёлками № 4 и № 8, а её передовые части вышли к Рабочим посёлкам № 1 и № 5. Однако прорваться к Мге и Синявино дивизиям 54-й армии не удалось. Противник силами частей 20-я моторизованной (в районе Синявина), 12-й танковой (в районе Мги), 21-я пехотной (южнее Мги) дивизий сумели за короткий срок организовать прочную оборону.
11 сентября ударная группа 12-й танковой дивизии совместно с частью сил 21-й пехотной дивизии нанесла мощный контрудар из района Турышкино — Муя по левому флангу 54-й армии и вышла к Воронову. Части 286-й, понеся значительные потери, были вынуждены отступить. Развивая наступление противник 12 сентября овладел посёлком Хандрово и фактически рассёк фронт 54-й армии. Далее немецкое командование планировало нанести удар с юга на север в направлении Гайтолово c целью окружить и уничтожить основные силы 54-й армии. В сложившейся обстановке штаб 54-й армии принял решение ослабить наступление в направление Мги и незамедлительно для организации контрудара и восстановления положение.
12 сентября части 54-й армии перешли в контрнаступление. С севера противника атаковала 310-я стрелковая дивизия, а с юга и юго-запада — 1-я горнострелковая бригада. Пехоту поддерживали гвардейские миномёты бронепоезд войск НКВД № 82, а также 3 КВ-1 и 8 Т-34 122-й танковой бригады. В результате ожесточённого боя части 12-й танковой дивизии понесли большие потери и были вынуждены спешно отступить к Вороново. На поле осталось 22 сгоревших немецких танка. Однако из-за отсутствия резервов развить наступление и отбить Вороново не удалось. Немецкое командование, обеспокоенное сложившейся ситуацией, перебросило в район Синявино части 8-й танковой и 96-й пехотной дивизий.
13 сентября командующий Ленинградским фронтом, обеспокоенный по его мнению медленным темпом наступления на Мгу, предложил Г. И. Кулику нанести главный удар вдоль побережья Ладожского озера и овладеть Шлиссельбургом, а только потом наступать на Мгу с севера. При этом Г. К. Жуков и К. Е. Ворошилов советовали:

Действовать напористее и без замедлений. Противник, хоть и весьма нахален, всё же истрепан до крайности и бить его не только должно — но и можно без особых усилий, если ваши и наши командиры дивизий, полков, батальонов и рот за это возьмутся под нашим руководством, он рухнет.— Из записи переговоров по прямому проводу маршала К. Е. Ворошилова с маршалом Г. И. Куликом, 13 сентября 1941 года.
Однако на следующий день 54-я армия не смогла возобновить наступление, поскольку немецкие войска продолжали активно контратаковать не только на левом фланге армии в районе Воронова, но и на правом фланге в районе Липка, Гонтовая Липка, Тортолово. В ожесточённых боях 13-15 сентября части 128-й стрелковой дивизии отразили контратаки 20-й моторизированной дивизии противника и удержали свои позиции, но продвинуться вперёд не смогли. При этом в бою в районе Липки немцы потеряли около 15 танков. Одновременно части 12-й танковой дивизии атаковали позиции 310-й стрелковой дивизии, стараясь оттеснить её за реку Чёрная. Под натиском противника 310-я дивизия оставила станцию Апраксин, а также Тортолово и Мишкино.
В ночь на 15 сентября Г. К. Жуков ещё раз обратился к Г. И. Кулику с настойчивой просьбой начать наступление на Мгу уже утром. Командующий 54-й армией обещал возобновить наступление, но не раньше 16 — 17 сентября, поскольку была «не подтянута артиллерия, не проработано на месте взаимодействие и не все части вышли на исходное положение». По мнению Г. К. Жукова «Г. И. Кулик явно не представлял себе или не хотел понять крайнего напряжения обстановки под Ленинградом» и излишне опасался немецкого «общего наступления», которое на самом деле являлось обычной разведкой боем.
16 сентября в телефонном разговоре со И. В. Сталиным и Б. М. Шапошниковым, командующий 54-й армией получил указание отказаться от плана нанести главный удар на Шлиссельбург, а уже затем на Синявино. Более целесообразным Ставка ВГК посчитала нанесение главного удара в направлении станции Мга утром 17 сентября. По мнению Б. М. Шапошникова, у армии было достаточно сил и средств для решения поставленной задачи. При этом Г. И. Кулику было обещано в ближайшее время «ещё две боевые дивизии после укомплектования» для усиления армии, а «в случае прорыва или обхода обороны Мги» ещё «две кадровые дивизии и, может быть, новую танковую бригаду».
Выполняя приказ Ставки ВГК, 54-я армия утром 17 сентября возобновила наступление главными силами в направлении Мги, оставив заслоны на флангах. Однако к 20 сентября заметных результатов вновь достигнуть не удалось. Противник, сменив свои 20-ю моторизованную и 21-ю пехотную дивизии на 126-ю и 122-ю пехотные дивизии и отдельную бригаду, прочно занимал оборону и постоянно контратаковал. Кроме того, в это время финские войска вышли к реке Свирь, что создало реальную угрозу тылам армии.
20 сентября И. В. Сталин в очередной раз потребовал от Г. И. Кулика ускорить наступление:

Вы можете упустить время, а за этот период немцы могут взять Ленинград, и тогда никому не нужна ваша помощь. В эти два дня, 21 и 22, надо пробить брешь во фронте противника и соединиться с ленинградцами, а потом уже будет поздно… Немцы успеют превратить каждую деревню в крепость, и вам никогда уже не придётся соединиться с ленинградцами.
— Из записи переговоров по прямому проводу Верховного Главнокомандующего с Г.И. Куликом, 20 сентября 1941 года
Несмотря на это требование, Г. И. Кулик сообщил, что он уже отдал приказ временно прекратить наступление и закрепиться на существующих позициях, так как его армия за последние четыре дня потеряла около 10 000 человек убитыми и ранеными и «без ввода новых частей, станцию Мга не взять».
21 сентября немецкие войска перешли в наступление вдоль железной дороги Мга — Волховстрой в направлении Путилово. Основной удар наносила недавно прибывшая в район боевых действий 8-я танковая дивизия, которая за несколько дней боёв сумела оттеснить 310-ю стрелковую дивизию за реку Чёрная и захватить Гайтолово. Однако дальнейшее продвижение противника было остановлено. Одновременно продолжались ожесточённые позиционные бои в районе Тортолова и Ворононова.
24 сентября Ставка ВГК снова потребовала от командующего 54-й армией занять Синявино и соединиться с частями Ленинградского фронта и напрямую возложило на Г. И. Кулика личную ответственность за успех операции. Одновременно Г. К. Жукову было предложено включить армию в состав фронта и снять с должности Г. И. Кулика, так как он «не справляется с выполнением поставленной перед ним задачи и не выполняет приказов о решительном наступлении».
24 сентября, когда в район боевых действий прибыли 3-я и 4-я гвардейские стрелковые дивизии, а также 16-я танковая бригада, 54-я армия вновь активизировала свои действия. Так, 4-я гвардейская стрелковая дивизия с 16-й танковой бригадой прорвали оборону противника у Гонтовой Липки и вышла к Рабочему посёлку № 7, а 310-я стрелковая дивизия при поддержке 122-й танковой бригады отбила Гайтолово и оттеснила противника за речку Чёрную. Однако дальнейшего развития наступление не получило.
Несмотря на некоторые успехи, 26 сентября директивой Ставки ВГК 54-я армия была включена в состав Ленинградского фронта. Маршал Г. И. Кулик был отстранён от должности, а новым командующим был назначен генерал-лейтенант М. С. Хозин. Во главе с новым командующим части 54-й армии продолжили активные боевые действия. До начала октября 286-я и 294-я стрелковые дивизии и 1-я горнострелковая бригада вели позиционные бои без существенных успехов за Тортолово, Вороново, 1-й Эстонский посёлок, станцию Апраксин. В конце сентября части немецкой 8-й танковой дивизии оттеснили 4-ю гвардейскую стрелковую дивизию из района западнее Гонтовой Липки, а в начале октября 20-я моторизированная дивизия противника отбила у 128-й стрелковой дивизии Рабочие посёлки № 4 и № 8, а также Липку.

## Боевые действия частей Ленинградского фронта
Командование Ленинградского фронта, считая, что 54-й армия действует недостаточно энергично, неоднократно просило Г. И. Кулика ускорить наступления. Так, 15 сентября Г. К. Жуков в телефонном разговоре с Г. И. Куликом высказал ему свои претензии:

Ясно, что вы прежде всего заботитесь о благополучии 54-й армии и, видимо, вас недостаточно беспокоит создавшаяся обстановка под Ленинградом… Понял, что рассчитывать на активный манёвр с вашей стороны не могу. Буду решать задачу сам. Должен заметить, что меня поражает отсутствие взаимодействия между вашей группировкой и фронтом.

Таким образом, исходя из сложившейся обстановки, Г. К. Жуковым было принято решение активизировать действия фронта на синявинском направлении.
Планировалось при содействии кораблей Ладожской военной флотилии в нескольких местах форсировать Неву, захватить ряд плацдармов, овладеть городом Шлиссельбургом и, таким образом, начать наступление навстречу частям 54-й армии. Для улучшения управления войсками Ленинградского фронта в этом районе была создана «Невская оперативная группа» под командованием генерал-лейтенанта П. С. Пшенникова.
Изначально для решения поставленных задач были выделены только одна дивизия и одна бригада, но через некоторое время к осуществлению операции были подключены и другие части фронта. Тем не менее, сил для осуществления задуманного было выделено явно недостаточно, а времени на подготовку отводилось очень мало. Впоследствии маршал Г. К. Жуков в своих мемуарах признал, что поставленная «задача была чрезвычайно тяжёлая, можно сказать, непосильная».
18 сентября 115-я стрелковая дивизия (командир генерал-майор В. Ф. Коньков) и 4-я бригада морской пехоты (командир генерал-майор В. Н. Ненашев) получили приказ форсировать Неву на участке Ивановское — Отрадное — совхоз «Торфяник» — Мустолово — Московская Дубровка с целью захватить плацдарм на левом берегу Невы и утром 20 сентября начать наступление в направлении на Мгу.
Выполнять поставленную задачу советским частям предстояло без поддержки авиации и танков, располагая только дивизионной и полковой артиллерией. Учитывая это и для того чтобы добиться эффекта внезапности, командиром 115-й стрелковой дивизии было принято решение артиллерийскую подготовку не проводить.
В ночь на 20 сентября передовой батальон 115-й стрелковой дивизии на рыбацких лодках и самодельных плотах из района Невской Дубровки сумел скрытно переправиться на левый берег Невы и внезапной атакой выбить немцев с передовых позиций. За сутки ожесточённых боёв батальон сумел выбить противника из Московской Дубровки и захватить плацдарм шириной свыше двух километров и в глубину до полутора километров. Утром 21 сентября на левый берег были переправлены дополнительные силы, которые сходу вступили в бой в районе Арбузово и сумели несколько расширить плацдарм.
Одновременно с частями 115-й стрелковой дивизии батальон 4-й бригады морской пехоты форсировал Неву из района платформы «Теплобетон» с целью овладеть 8-й ГРЭС и 1-м Городком. Однако, здесь успеха достигнуть не удалось. Впоследствии части 4-й бригады морской пехоты были переправлены на плацдарм в районе Московской Дубровки..
Понимая, что наступление советских войск в этом районе может кардинально изменить положение под Ленинградом, немецкое командование сразу же предприняло активные попытки ликвидировать плацдарм. Немецкая группировка была усилена частями 8-й танковой дивизии, а весь 1-й воздушный флот был брошен для поддержки 39-го армейского корпуса.
В конце сентября — начале октября советская группировка на «Невском пятачке», усиленная 11-й стрелковой бригадой, продолжила боевые действия, но все атаки на позиции противника были отбиты.
Возникновение «Невского пятачка» стало единственным успехом войск Ленинградского фронта в ходе операции по форсированию Невы в сентябре 1941 года. Остальные попытки захватить плацдармы на левом берегу закончились неудачно.
Так, 10-я стрелковая бригада (командир полковник В. Н. Фёдоров) в конце сентября силами двух батальонов при поддержке нескольких лёгких танков сумела захватить плацдарм в районе Отрадного. Немецкое командование сразу же бросило в этот район значительные силы и после трёх дней ожесточённых боёв почти все защитники плацдарма во главе с командиром бригады погибли. Оказать помощь частям бригады не удалось, так как почти все плавсредства были уничтожены артиллерией и авиацией противника.
Также не добились успеха 1-я дивизия НКВД и Ладожская военная флотилия, которым Г. К. Жуков ещё 16 сентября поставил задачу овладеть городом Шлиссельбургом с последующим наступлением в юго-восточном направлении на соединение с частями 54-й армии («Шлиссельбургские десанты»).
20 сентября 1-я дивизия НКВД (командир полковник С. И. Донсков) силами трёх стрелковых полков предприняла попытку форсировать Неву в районе 2-го Городка, в районе Марьино и в районе юго-западной окраины Шлиссельбурга. Понеся большие потери ещё при переправе, лишь двум-трём десяткам десантников удалось достичь левого берега Невы, большинство из которых вскоре погибли. Также закончилась неудачей попытка одного стрелкового полка дивизии 26-27 сентября овладеть непосредственно самим Шлиссельбургом.
Ладожская военная флотилия, пытаясь содействовать сухопутным войскам в захвате Шлиссельбурга, в период с 19 сентября по 2 октября 1941 года провела пять десантных операций. Ни одна из операций не достигла поставленных целей вследствие того, что проводились наспех и без учёта крайне неблагоприятных погодных условий. Десантные корабли не могли подойти к берегу из-за штормовой погоды и бойцам штурмовых групп приходилось идти по воде около 3-х километров, затрачивая на это 2—2,5 часа.
Г. К. Жуков был крайне раздражён неудачами своих войск и, в частности, гибелью 10-й стрелковой бригады. Генерал П. С. Пшенников был снят с должности, новым командующим «Невской оперативной группы» стал генерал В. Ф. Коньков.

## Итоги
Наспех организованное и не имевшее чёткого взаимодействия с Ленинградским фронтом наступление закончилось без существенных результатов.
Всего с 10 по 26 сентября части 54-й армии сумели продвинуться на синявинском направлении вперёд на 6—10 километров. Таким образом, прорвать блокаду Ленинграда не удалось. Нёсший личную ответственность за успех операции маршал Г. И. Кулик был снят с должности.
Не добились существенных результатов и части Ленинградского фронта, пытавшиеся содействовать наступлению 54-й армии. Единственным успехом стало возникновение «Невского пятачка», с которого до конца 1941 года советские войска неоднократно предпринимали попытки начать наступление.
Вместе с тем, действия 54-й армии и частей Ленинградского фронта заставили немецкие войска отказаться от продолжения наступления вдоль южного побережья Ладожского озера, а также от попыток форсировать Неву. Таким образом, вынудив противника перейти к обороне в районе шлиссельбургско-синявинского выступа, части 54-й армии и соединения «Невской оперативной группы» несколько облегчили положение советских войск, оборонявшихся на южных подступах к Ленинграду.
Понимая, что план осады Ленинграда поставлен под угрозу, высшее немецкое командование было вынуждено задержать на некоторое время переброску 41-го моторизированного корпуса в распоряжение группы армий «Центр» . Кроме того, в район южнее Ладожского озера были в срочном порядке переброшены дополнительные силы: 7-я парашютно-десантная, 250-я «испанская», 227-я и 212-я пехотные дивизии.

## Причины провала операции
Провал 1-й Синявинской операции в сентябре 1941 года, в тот момент, когда немецкая оборона в районе «шлиссельбургско-синявинского» выступа ещё не была прочной и, как казалось, советские войска имели все шансы на успех, поставил жителей и защитников Ленинграда в тяжелейшее положение.
Главной причиной неудачи стало полное отсутствие взаимодействия между Ленинградским фронтом и 54-й отдельной армией.
Зачастую вину за подобное развитие событий возлагают на нёсшего личную ответственность за успех операции командующего 54-й армией, повторяя формулировку из директивы Ставки ВГК № 002285 от 24 сентября, в которой говорилось, что Г. И. Кулик «не справляется с выполнением поставленной перед ним задачи и не выполняет приказов о решительном наступлении». Подобное мнение высказал в своих мемуарах и маршал Г. К. Жуков.
Некоторые историки придерживаются ещё более категоричного мнения. Так, М. А. Гареев обвинил Г. И. Кулика в «узости мышления», в «формальном подходе к решению задач» и в отсутствии «нужного понимания общей оперативно-стратегической обстановки». В. В. Карпов, также скептически оценивая полководческие способности Г. И. Кулика, противопоставляет неудачное наступление 54-й армии более энергичным и продуманным действиям Г. К. Жукова, который «не имея ни своих резервов, ни подкреплений извне, всё же находил возможности путём внутренних перегруппировок наносить контрудары в кольце окружения».
Однако существует и другая точка зрения. Утверждается, что И. В. Сталин, назначив Г. К. Жукова на должность командующего войсками Ленинградского фронта, поставил перед ним задачу не только удержать, но и деблокировать Ленинград, прорвавшись навстречу 54-й армии. Со второй из задач Г. К. Жукова не справился, так как ошибочно ожидал штурма города и выделил лишь незначительные силы для наступления. При этом командующий Ленинградским фронтом постоянно требовал от Г. И. Кулика предпринять неподготовленное наступление, надеясь, что тот сумеет выполнить поставленную задачу самостоятельно. Когда же стало ясно, что операция по форсированию Невы и наступление 54-й армии закончились провалом, Г. К. Жуков, желая снять с себя ответственность, свалил всю вину на Г. И. Кулика.

## Потери
Точных сведений о потерях сторон в 1-й Синявинской операции нет и оценить их можно только приблизительно.

### РККА
Согласно статистическому исследованию «Россия и СССР в войнах XX века» потери Ленинградского фронта (54-я армия, «Невская оперативная группа») в ходе Синявинской наступательной операции с 10 сентября по 28 октября 1941 года составили 54 979 человек, из них 22 211 — безвозвратно. При этом, следует иметь в виду, что в выше указанном исследовании боевые действия не разделяются на 1-ю и 2-ю Синявинские операции (20—28 октября 1941 года), и, по всей видимости, учитываются потери понесённые советскими войсками в период между операциями.

### Вермахт
Согласно сводным отчётам о потерях штаба 16-й армии в период с 1 сентября по 30 ноября 1941 года было убито 514 офицеров и 12 319 унтер-офицеров и рядовых. Часть этих потерь были понесены в боях в районе Синявино и Мги в сентябре 1941 года. По другим данным потери 39-го моторизированного корпуса за период с 10 по 27 сентября составили около 800 человек убитыми и пропавшими без вести, а также более 2200 ранеными.

### Документы
- Блокада Ленинграда в документах рассекреченных архивов / Под ред. Н. Л. Волковского.. — СПб.: Полигон, 2005. — 766 с.

### Мемуары
- Гальдер Ф. Военный дневник. Ежедневные записи начальника Генерального штаба Сухопутных войск 1939—1942 годов. В 3-х тт / Пер. с нем. И. Глаголева. — М.: Воениздат, 1971. — Т. 3.
- Жуков Г. К. Воспоминания и размышления. В 2 тт. — М.: Олма-Пресс, 2002. — Т. 1. — 415 с. — ISBN 5-224-03196-6.
- Коньков В. Ф. Время далёкое и близкое. — М.: Воениздат, 1985. — 208 с.
- Лебедев Ю. М. Вильгельм Риттер фон Лееб. Дневниковые заметки и оценки обстановки в ходе двух мировых войн // По обе стороны блокадного кольца. — СПб.: Нева, 2005. — 320 с. — ISBN 5-7654-4165-3.
- Польман Х. 900 дней боёв за Ленинград. Воспоминания немецкого полковника / Пер. А. Нечаева. — М.: Центрполиграф, 2005. — 2006 с. — ISBN 5-9524-1677-2.
- Синявино, осенние бои 1941—1942 годов: Сборник воспоминаний участников синявинских сражений. — 3-е изд. перераб. и доп. — СПб.: ИПК «Вести», 2012. — 624 с. — ISBN 978-5-86153-261-7. — 300 экз.

### Исторические исследования
- Синявинские операции 1941 // Великая Отечественная война, 1941—1945 : энциклопедия / под ред. М. М. Козлова. — М. : Советская энциклопедия, 1985. — С. 652—653. — 500 000 экз.
- Гланц Д. Битва за Ленинград. 1941—1945 / Пер. У. Сапциной. — М.: Астрель, 2008. — 640 с. — ISBN 978-5-271-21434-9.
- Исаев А. В. Котлы 41-го. История ВОВ, которую мы не знали. — М.: Эксмо, 2005. — 400 с. — ISBN 5-699-12899-9.
- Кривошеев Г. Ф. Россия и СССР в войнах XX века. Потери вооружённых сил: Статистическое исследование. — М.: Олма-Пресс, 2001. — 320 с. — ISBN 5-17-024092-9.
- Мосунов В. А. Битва за Ленинграда. Неизвестная оборона. — М.: Яуза: Эксмо, 2014. — С. 290—234. — 384 с. — ISBN 978-5-699-69587-4.
- Сяков Ю. А. Численность и потери германской группы армий «Север» в ходе битвы за Ленинград (1941—1944) // Вопросы истории. — 2008. — № 1.
- Шигин Г. А. Битва за Ленинград: крупные операции, «белые пятна», потери / Под ред. Н. Л. Волковского. — СПб.: Полигон, 2004. — 320 с. — ISBN 5-17-024092-9.